# Jeph Loeb
Joseph „Jeph“ Loeb III (* 29. ledna 1958 Stamford) je americký filmový a televizní scenárista, producent a autor komiksů. Byl producentem a scenáristou televizních seriálů Smallville a Ztraceni, scenáristou filmů Komando a Školák vlkodlak a scenáristou a výkonným producentem seriálu stanice NBC Hrdinové, a to od jejich premiéry v roce 2006 do listopadu 2008. V roce 2010 se Loeb ujal pozice výkonného viceprezidenta společnosti Marvel Television a setrval na ní až do října 2019, kdy Marvel Television přešlo pod Marvel Studios. Následně společnost opustil, odchod však plánoval už dříve.
Jeho komiksová tvorba, která se dostala na seznam bestsellerů The New York Times, sestává ze známých postav, jako je Spider-Man, Batman, Superman, Hulk, Captain America, Cable, Iron Man, Daredevil, Supergirl, Avengers a Buffy the Vampire Slayer.